# Vleugelhaakje

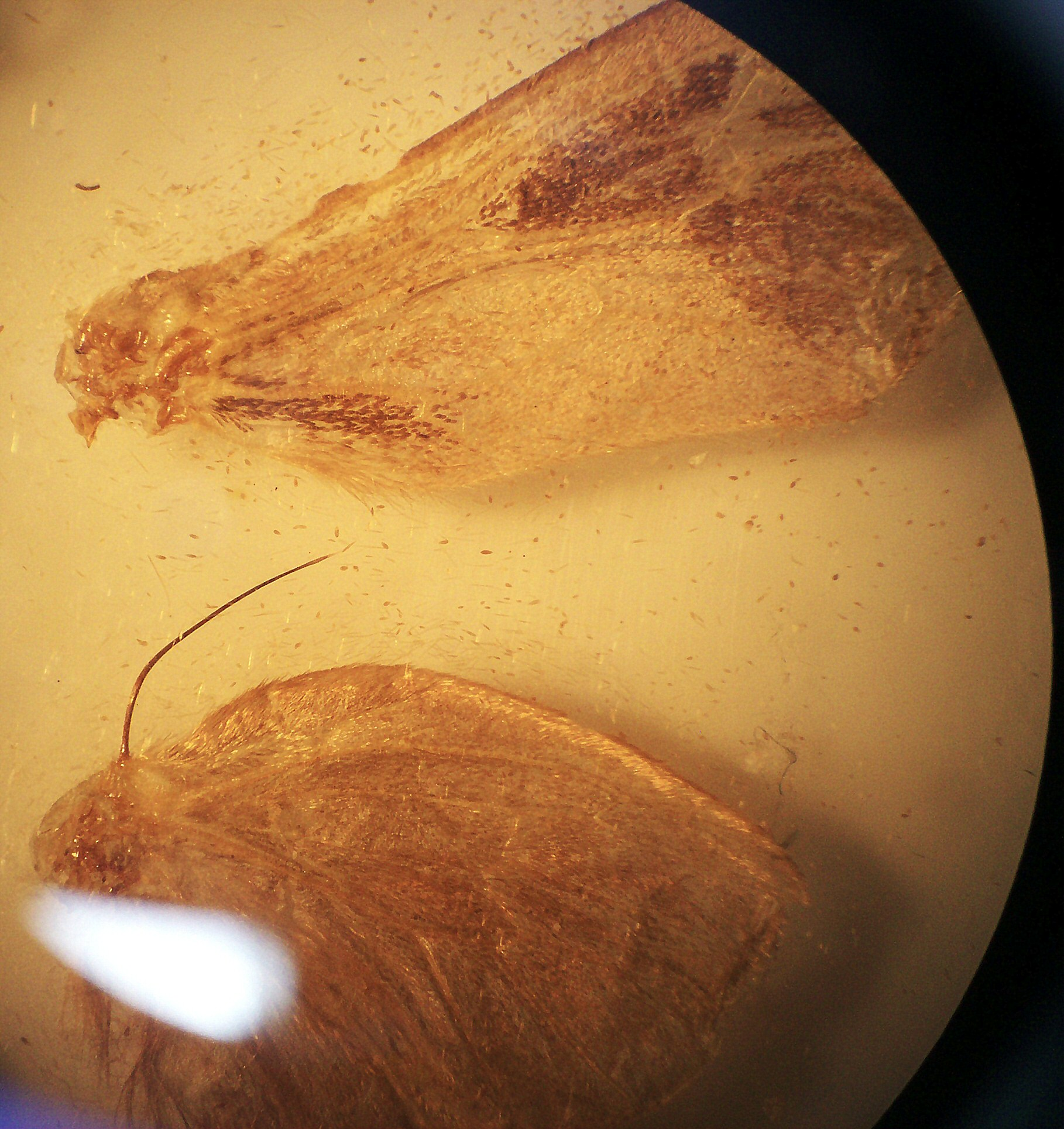
Vleugelhaakje van een zakjesdrager uit het geslacht Oiketicus

Het vleugelhaakje of frenulum is een bij veel vlinders voorkomend haakje dat dient om de voor- en achtervleugel te koppelen. Dit is van belang voor het vliegen, de vlinders vliegen zo functioneel met twee vleugels.
Het vleugelhaakje bevindt zich aan de voorrand (costa) van de achtervleugel en steekt in een lusje op de voorvleugel, het retinaculum. Bij mannetjes bestaat het vleugelhaakje veelal uit één enkele borstelhaar, bij vrouwtjes zijn het er in het algemeen meerdere. 
Bij de vliesvleugeligen komt ook een vleugelkoppeling voor die bestaat uit een groepje in elkaar hakende borstels. Deze worden de hamuli genoemd. 